# 伊戈爾·奧西波夫
伊戈爾·弗拉基米羅維奇·奧西波夫（俄语：Игорь Владимирович Осипов，羅馬化：Igor' Vladimirovich Osipov，1973年3月6日—），俄羅斯海軍上將，前俄羅斯海軍黑海艦隊司令。

## 生平
1973年3月6日，奧西波夫出生於哈薩克蘇維埃社會主義共和國庫斯塔奈州費奧多羅夫區新舒姆諾。已婚，育有一女。

## 事蹟
1995年，奧西波夫畢業於聖彼得堡的高級海軍潛水學校。他從太平洋艦隊開始了他的軍旅生涯，最初擔任軍官。他由擔任濱海邊疆區共青團員號小型反潛艦的航行作戰部隊領航員逐步晉級到濱海邊疆區艦隊水面艦艇旅的第47旅第11反潛艦師指揮官。2004年，他畢業於庫茲涅佐夫海軍學院。從1998年7月到2000年7月，奧西波夫為濱海邊疆區多支部隊第165水面艦艇旅第11師參謀長和指揮官，指揮MPK-61，覆蓋符拉迪沃斯托克和馬利尤利斯灣周圍海域。2012年，奧西波夫畢業於俄羅斯總參謀部軍事學院後，任波羅的海艦隊波羅的海海軍基地參謀長兼指揮官。2014年12月13日獲海軍少將軍銜。
2015年5月至2016年9月，奧西波夫擔任裏海艦隊司令。2016年9月至2018年8月，他擔任太平洋艦隊參謀長及第一副司令。俄羅斯總統弗拉基米爾·普京於2018年6月11日發佈第298號總統令，授予奧西波夫海軍中將軍銜。2018年8月至2019年5月，奧西波夫擔任俄羅斯聯邦軍隊總參謀部副總參謀長。2019年5月3日普京發佈第203號總統令，任命奧西波夫為俄羅斯海軍黑海艦隊司令。2019年5月31日，奧西波夫中將獲得了黑海艦隊司令的個人旗幟。根據 2021年6月11日發佈第355號總統令，奧西波夫被授予海軍上將軍銜。

### 2022年俄羅斯入侵烏克蘭

#### 制裁
2022年2月，奧西波夫被列入歐盟制裁名單，理由是「負責積極支持和實施破壞和威脅烏克蘭領土完整、主權和獨立以及烏克蘭穩定或安全的行動和政策」。2022年3月14日，加拿大跟進制裁。2022年4月12日，日本宣佈制裁398名與2022年俄羅斯入侵烏克蘭有關的主導者，奧西波夫位列制裁名單之內。

#### 莫斯科號飛彈巡洋艦
2022年2月，奧西波夫親自檢查黑海艦隊旗艦莫斯科號飛彈巡洋艦的防空保護，並向媒體表示對阻截空襲的能力感到滿意，奧西波夫表示：「沒有莫斯科導彈巡洋艦，黑海艦隊就不可能存在。如果我沒有旗艦，我就不會成為艦隊的指揮官。」有消息來源稱莫斯科號飛彈巡洋艦被烏克蘭軍方用海王星導彈擊沉時，奧西波夫可能身在艦上。據烏克蘭媒體Donpress引用俄羅斯媒體報導指，莫斯科號飛彈巡洋艦被擊沉之後，奧西波夫遭俄羅斯軍方派員毒打和逮捕。

#### 被免去黑海艦隊司令職位
據俄罗斯新闻社報道，奧西波夫於2022年8月17日免去黑海艦隊司令職位，由维克托·索科洛夫接任。

## 榮譽
- 海軍功勳勳章[17]